# Tăuteu
Tăuteu é uma comuna romena localizada no distrito de Bihor, na região histórica da Crișana (parte da Transilvânia). A comuna possui uma área de 69.72 km² e sua população era de 4494 habitantes segundo o censo de 2007.